# Arisaema pingbianense
Arisaema pingbianense är en kallaväxtart som beskrevs av Hen Li. Arisaema pingbianense ingår i släktet Arisaema och familjen kallaväxter. Inga underarter finns listade.